# Ronde van Frankrijk 2013/Achtste etappe

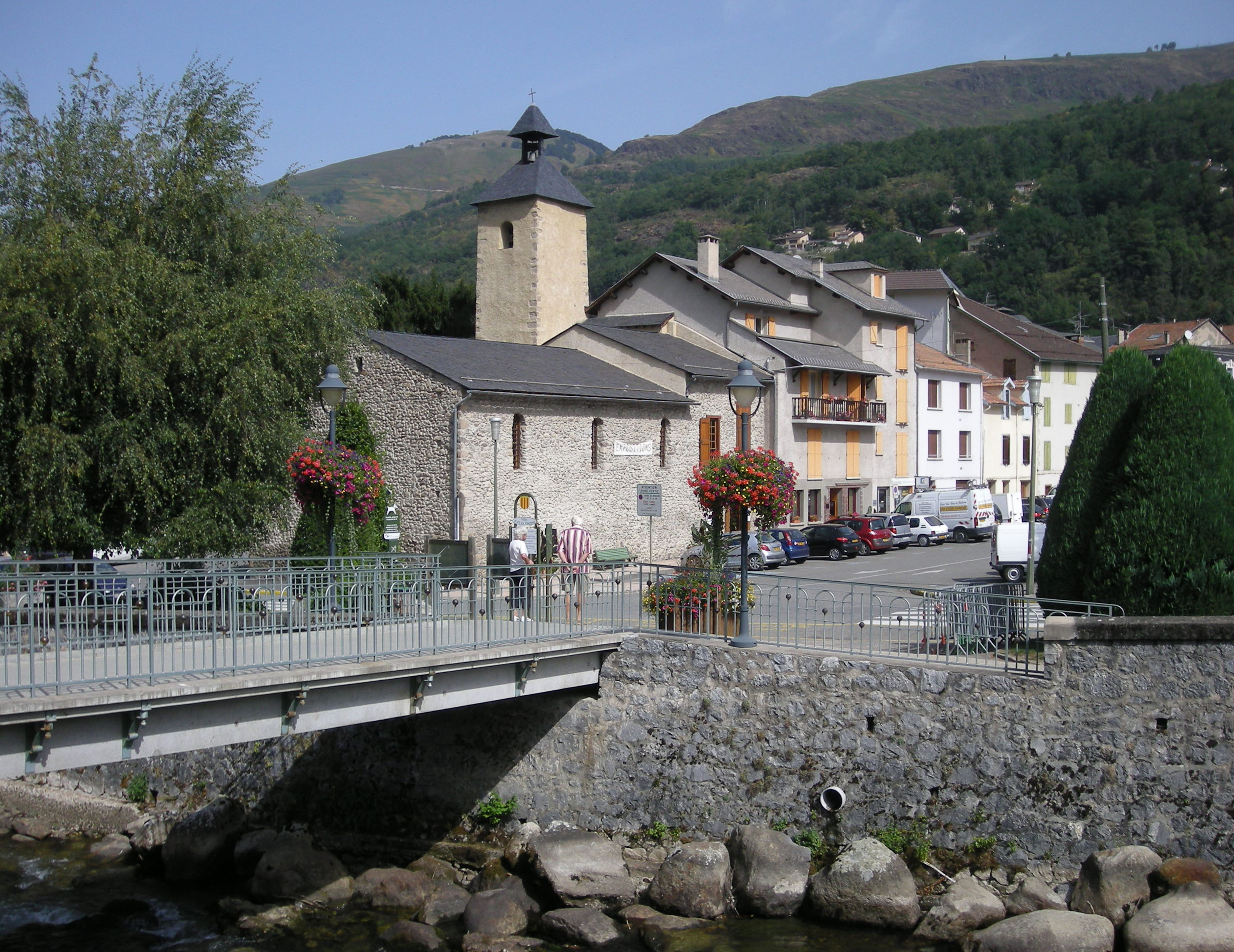
Ax-les-Thermes

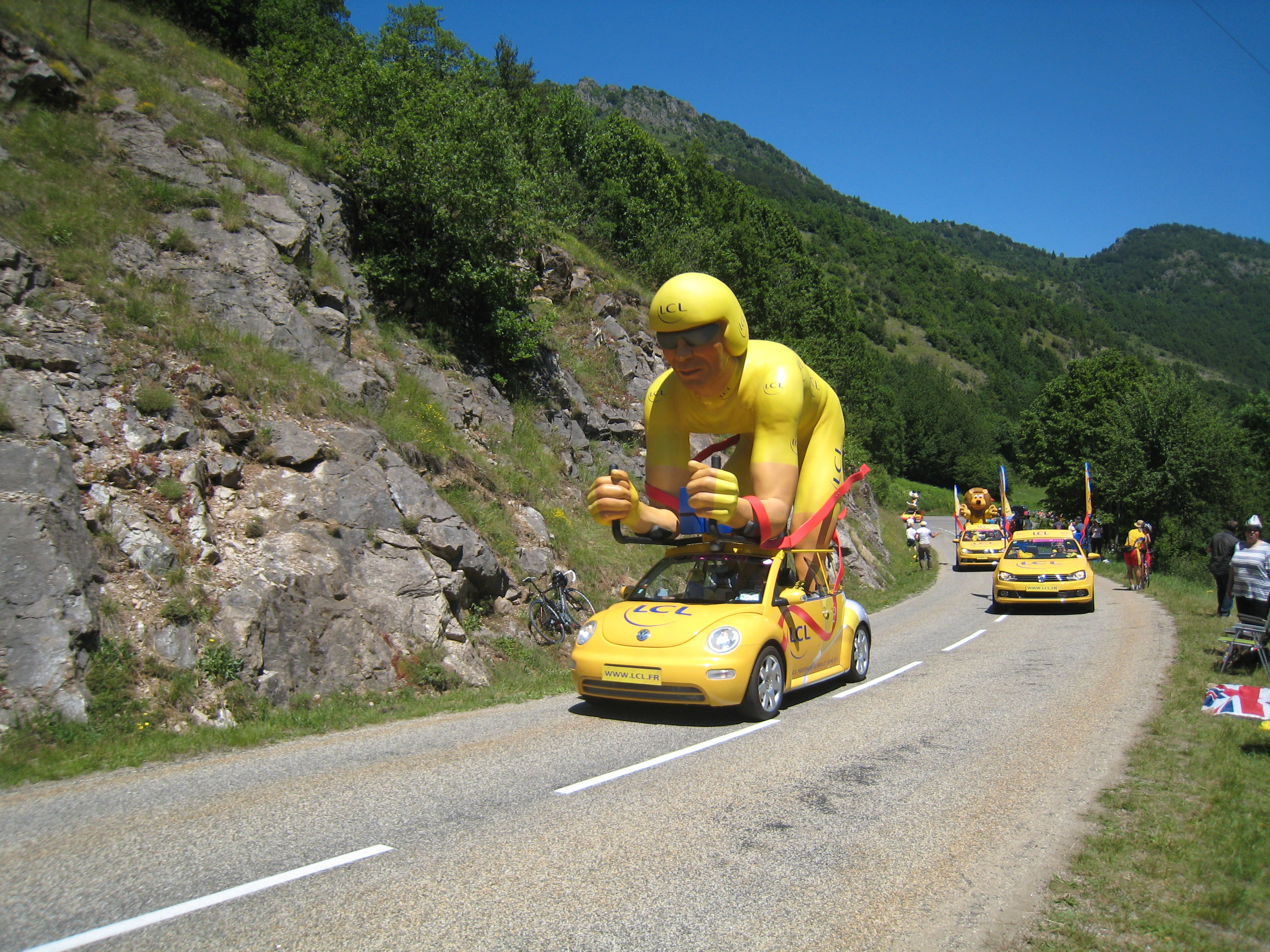
Reclamekaravaan tijdens de achtste etappe

De achtste etappe van de Ronde van Frankrijk 2013 werd op 6 juli 2013 verreden. De route voert de deelnemers van Castres naar Ax-3 Domaines over een afstand van 195 kilometer.

## Parcours
Het is een bergrit met één beklimming van de buitencategorie, een van de eerste en een van de vierde categorie. De etappe heeft een tussensprint na 119,5 kilometer, bij Quillan.

## Verloop
Johnny Hoogerland ging van de start af in de aanval, en kreeg Jean-Marc Marino, Christophe Riblon en Rudy Molard mee. De voorsprong van het viertal groeide tot 9 minuten, maar was bij het begin van de klim van de Port de Pailhères alweer teruggelopen tot 3'30".
Tijdens de beklimming ontsnapte, na eerst een poging van Hoogerland, Riblon uit de kopgroep. Achter hen werd het peloton snel kleiner. Nadat Molard was teruggepakt, ging Robert Gesink in de aanval en reed al snel Hoogerland en Marino voorbij, die ook werden ingelopen. Ook Thomas Voeckler sprong weg uit het peloton, gevolgd door Nairo Quintana. Quintana haalde Voeckler en later ook Gesink in, die werden teruggepakt door het peloton van nog slechts ongeveer 40 man. Ook Riblon werd door Quintana ingehaald en moest hem snel weer laten gaan.
Tijdens de afdaling wist Nicolas Roche terug te keren bij het peloton, maar Thibaut Pinot moest de groep laten lopen en verloor veel tijd. Bij het einde van de afdaling haalde Rolland Quintana bij, maar in de klim moest hij hem vrijwel meteen weer laten gaan. De voorsprong van de twee op het peloton was gedaald tot ruim 20 seconden. Rolland werd teruggepakt door het peloton, waar Richie Porte de leiding overnam van de opvallend sterke Peter Kennaugh. Diverse favorieten voor het algemeen klassement moesten lossen. Uiteindelijk waren bij Porte alleen Froome, Contador, Kreuziger en Valverde over.
Op het moment dat Contador wegzakte, ging Froome aan. Hij haalde Quintana bij en loste hem. Ook Porte sprong nog bij Quintana weg op het moment dat Valverde hen bij leek te halen. In diverse zeer kleine groepjes en met eenlingen reed men de berg op. Valverde werd uiteindelijk derde, terwijl ook Laurens ten Dam, Bauke Mollema en Mikel Nieve nog voor het eerste groepje van vier rijders met onder meer Alberto Contador finishte. Tot de grote verliezers van de etappe behoorden Cadel Evans (ruim 4 minuten achter Froome), Ryder Hesjedal (meer dan 8 minuten), Rein Taaramae (meer dan 9 minuten) en Tejay van Garderen (ruim 12 minuten).

### Tussensprint
| Tussensprint Quillan na 119,5 km |                     |        |
| Plaats                           | Naam                | Punten |
| Winnaar                          | Johnny Hoogerland   | 20     |
| 2                                | Jean-Marc Marino    | 17     |
| 3                                | Rudy Molard         | 15     |
| 4                                | Christophe Riblon   | 13     |
| 5                                | André Greipel       | 11     |
| 6                                | Peter Sagan         | 10     |
| 7                                | Mark Cavendish      | 9      |
| 8                                | Danny van Poppel    | 8      |
| 9                                | Juan Antonio Flecha | 7      |
| 10                               | Sylvain Chavanel    | 6      |
| 11                               | Thomas De Gendt     | 5      |
| 12                               | Lieuwe Westra       | 4      |
| 13                               | Fabio Sabatini      | 3      |
| 14                               | Kris Boeckmans      | 2      |
| 15                               | Maciej Bodnar       | 1      |

### Bergsprint
| Beklimming Côte de Saint-Ferréol (374 meter) na 26,5 km | Beklimming Côte de Saint-Ferréol (374 meter) na 26,5 km | Beklimming Côte de Saint-Ferréol (374 meter) na 26,5 km | 4e cat. 2.2 km à 5.4 % | 4e cat. 2.2 km à 5.4 % |
| Plaats                                                  | Naam                                                    | Naam                                                    | Punten                 |                        |
| Winnaar                                                 | Rudy Molard                                             | Rudy Molard                                             | 1                      |                        |

| Beklimming Col de Pailhères (2001 meter) na 166 km | Beklimming Col de Pailhères (2001 meter) na 166 km | Beklimming Col de Pailhères (2001 meter) na 166 km | HC cat. 15,3 km à 8 % | HC cat. 15,3 km à 8 % |
| Plaats                                             | Naam                                               | Naam                                               | Punten                |                       |
| Winnaar                                            | Nairo Quintana                                     | Nairo Quintana                                     | 25                    |                       |
| 2                                                  | Pierre Rolland                                     | Pierre Rolland                                     | 20                    |                       |
| 3                                                  | Mikel Nieve                                        | Mikel Nieve                                        | 16                    |                       |
| 4                                                  | Peter Kennaugh                                     | Peter Kennaugh                                     | 14                    |                       |
| 5                                                  | Richie Porte                                       | Richie Porte                                       | 12                    |                       |
| 6                                                  | Chris Froome                                       | Chris Froome                                       | 10                    |                       |
| 7                                                  | Alejandro Valverde                                 | Alejandro Valverde                                 | 8                     |                       |
| 8                                                  | Rui Costa                                          | Rui Costa                                          | 6                     |                       |
| 9                                                  | Laurens ten Dam                                    | Laurens ten Dam                                    | 4                     |                       |
| 10                                                 | Andy Schleck                                       | Andy Schleck                                       | 2                     |                       |

| Beklimming Ax-3 Domaines (1350 meter) na 193,5 km | Beklimming Ax-3 Domaines (1350 meter) na 193,5 km | Beklimming Ax-3 Domaines (1350 meter) na 193,5 km | 1e cat. 7.8 km à 8.2 % | 1e cat. 7.8 km à 8.2 % |
| Plaats                                            | Naam                                              | Naam                                              | Punten                 |                        |
| Winnaar                                           | Chris Froome                                      | Chris Froome                                      | 20                     |                        |
| 2                                                 | Richie Porte                                      | Richie Porte                                      | 16                     |                        |
| 3                                                 | Alejandro Valverde                                | Alejandro Valverde                                | 12                     |                        |
| 4                                                 | Bauke Mollema                                     | Bauke Mollema                                     | 8                      |                        |
| 5                                                 | Laurens ten Dam                                   | Laurens ten Dam                                   | 4                      |                        |
| 6                                                 | Mikel Nieve                                       | Mikel Nieve                                       | 2                      |                        |

## Uitslagen
| Rituitslag Castres - Ax-3 Domaines (195 kilometer) |                    |                    |          |
| Plaats                                             | Naam               | Ploeg              | Tijd     |
| Winnaar                                            | Chris Froome       | Sky ProCycling     | 5u03'17" |
| 2                                                  | Richie Porte       | Sky ProCycling     | + 51"    |
| 3                                                  | Alejandro Valverde | Team Movistar      | + 1'08"  |
| 4                                                  | Bauke Mollema      | Belkin Pro Cycling | + 1'10"  |
| 5                                                  | Laurens ten Dam    | Belkin Pro Cycling | + 1'16"  |
| 6                                                  | Mikel Nieve        | Euskaltel-Euskadi  | + 1'34"  |
| 7                                                  | Roman Kreuziger    | Team Saxo-Tinkoff  | + 1'45"  |
| 8                                                  | Alberto Contador   | Team Saxo-Tinkoff  | z.t.     |
| 9                                                  | Nairo Quintana     | Team Movistar      | z.t.     |
| 10                                                 | Igor Antón         | Euskaltel-Euskadi  | z.t.     |
|                                                    |                    |                    |          |
| 34                                                 | Maxime Monfort     | RadioShack-Leopard | + 7'29"  |

| Strijdlustigste renner |                |               |
|                        | Naam           | Ploeg         |
|                        | Nairo Quintana | Team Movistar |

## Klassementen
| Algemeen Klassement |                    |                    |           |
| Plaats              | Naam               | Ploeg              | Tijd      |
| Gele trui           | Chris Froome       | Sky ProCycling     | 32u15'55" |
| 2                   | Richie Porte       | Sky ProCycling     | + 51"     |
| 3                   | Alejandro Valverde | Team Movistar      | + 1'25"   |
| 4                   | Bauke Mollema      | Belkin Pro Cycling | + 1'44"   |
| 5                   | Laurens ten Dam    | Belkin Pro Cycling | + 1'50"   |
| 6                   | Roman Kreuziger    | Team Saxo-Tinkoff  | + 1'51"   |
| 7                   | Alberto Contador   | Team Saxo-Tinkoff  | z.t.      |
| 8                   | Nairo Quintana     | Team Movistar      | + 2'02"   |
| 9                   | Joaquim Rodriguez  | Katjoesja          | + 2'31"   |
| 10                  | Michael Rogers     | Team Saxo-Tinkoff  | + 2'40"   |
|                     |                    |                    |           |
| 33                  | Maxime Monfort     | RadioShack-Leopard | + 7'55"   |

| Ploegenklassement |                    |           |
| Plaats            | Ploeg              | Tijd      |
|                   | Team Movistar      | 96u01'20" |
| 2                 | Team Saxo-Tinkoff  | + 37"     |
| 3                 | AG2R-La Mondiale   | + 4'33"   |
| 4                 | Belkin Pro Cycling | + 5'17"   |
| 5                 | Sky ProCycling     | + 6'22"   |
| 6                 | RadioShack-Leopard | + 6'30"   |
| 7                 | Euskaltel-Euskadi  | + 7'34"   |
| 8                 | Garmin-Sharp       | + 8'04"   |
| 9                 | Katjoesja          | + 9'19"   |
| 10                | FDJ.fr             | +19'09"   |

## Nevenklassementen
| Puntenklassement |                  |                        |        |
| Plaats           | Naam             | Ploeg                  | Punten |
| Groene trui      | Peter Sagan      | Cannondale Pro Cycling | 234    |
| 2                | André Greipel    | Lotto-Belisol          | 141    |
| 3                | Mark Cavendish   | Omega Pharma-Quickstep | 128    |
|                  |                  |                        |        |
| 9                | Danny van Poppel | Vacansoleil-DCM        | 73     |
| 22               | Jan Bakelants    | RadioShack-Leopard     | 30     |

| Bergklassement |                 |                    |        |
| Plaats         | Naam            | Ploeg              | Punten |
| Bolletjestrui  | Chris Froome    | Sky ProCycling     | 31     |
| 2              | Pierre Rolland  | Team Europcar      | 31     |
| 3              | Richie Porte    | Sky ProCycling     | 28     |
|                |                 |                    |        |
| 9              | Bauke Mollema   | Belkin Pro Cycling | 8      |
| 13             | Thomas De Gendt | Vacansoleil-DCM    | 4      |

| Jongerenklassement |                    |                        |           |
| Plaats             | Naam               | Ploeg                  | Tijd      |
| Witte trui         | Nairo Quintana     | Team Movistar          | 32u17'57" |
| 2                  | Andrew Talansky    | Team Garmin-Sharp      | + 46"     |
| 3                  | Michał Kwiatkowski | Omega Pharma-Quickstep | + 1'23"   |
|                    |                    |                        |           |
| 13                 | Tom Dumoulin       | Argos-Shimano          | + 31'19"  |
| 32                 | Sep Vanmarcke      | Belkin Pro Cycling     | +1u23'35" |

## Opgave
- Matteo Bono (Lampre-Merida) - opgave